# Doukokol
Doukokol est un village de la commune de Massock-Songloulou; située dans le département de la Sanaga-Maritime et la région du Littoral au Cameroun. 

## Population
Lors du recensement de 2005, 58 personnes y ont été dénombrées. En 2012, Rio Tinto Alcan a lancé un projet d’électrification d'une salle de classe de l'école primaire du village.